# Carlo Gesualdo
Carlo Gesualdo, também chamado Gesualdo da Venosa (8 de março de 1566 – 8 de setembro de 1613), Príncipe de Venosa, foi um compositor italiano da Renascença tardia, famoso pelos seus livros de madrigais.
Gesualdo ficou também tragicamente conhecido depois de, no final do século XVI, ter cometido o assassinato brutal da sua esposa, ao flagrá-la com o seu amante numa cama do Palácio Sansevero, residência da família de Raimondo di Sangro, que mais tarde viria a construir a célebre Capela de Sansevero. 

## Obras

### Madrigais
Livro I (Madrigali libro primo), cinco vozes, Ferrara, 1594
1. Baci soavi e cari (Giovanni Battista Guarini)
2. Bella Angioletta, da le vaghe piume (Torquato Tasso)
3. Come esser può ch'io viva (Alessandro Gatti)
4. Felice primavera (Tasso)
5. Gelo ha madonna il seno (Tasso)
6. Madonna, io ben vorrei
7. Mentre madonna il lasso fianco posa (Tasso)
8. Mentre mia stella, miri
9. Non mirar, non mirare (F. Alberti)
10. O dolce mio martire
11. Quanto ha di dolce amore
12. Questi leggiadri odorosetti fiori
13. Se da sí nobil mano (Tasso)
14. Sí gioioso mi fanno i dolor miei
15. Son sí belle le rose (Grillo)
16. Tirsi morir volea (Guarini)

Livro II (Madrigili libro secondo), cinco vozes, Ferrara, 1594
1. All'apparir di quelle luci ardenti
2. Candida man qual neve
3. Cara amoroso neo (Tasso)
4. Dalle odorate spoglie
5. Hai rotto e sciolto e spento
6. In più leggiadro velo
7. Non è questa la mano (Tasso)
8. Non mai non cangerò
9. Non mi toglia il ben mio
10. O com'è gran martire (Guarini)
11. Se così dolce e il duolo (Tasso)
12. Sento che nel partire
13. Se per lieve ferita
14. Se taccio, il duol s'avanza (Tasso)

Livro III (Madrigali libro terzo), cinco vozes, Ferrara, 1595
1. Ahi, disperata vita
2. Ahi, dispietata e cruda
3. Ancidetemi pur, grievi martiri
4. Crudelissima doglia
5. Deh, se già fu crudele
6. Del bel de'bei vostri occhi
7. Dolce spirto d'amore (Guarini)
8. Dolcissimo sospiro (Annibale Pocaterra)
9. Donna, se m'ancidente (six voices)
10. Languisce e moro, ahi, cruda
11. Meraviglia d'Amore
12. Non t'amo, o voce ingrata
13. Se piange, aime, la donna del mio core
14. Se vi miro pietosa
15. Voi volete ch'io mora (Guarini)
16. Sospirava il mio core
17. Veggio sí, dal mio sole

Livro IV (Madrigali libro quarto), cinco vozes, Ferrara, 1596
1. Arde il mio cor, ed è si dolce il foco
2. A voi, entre il mio core
3. Che fai meco, mio cor
4. Cor mio, deh, non piangete (Guarini)
5. Ecco, morirò dunque
6. Il sol, qualor più splende (six voices)
7. Io tacerò, ma nel silenzio mio
8. Luci serene e chiare
9. Mentre gira costei
10. Moro, e mentre sospiro
11. Or, che in gioia credea
12. Questa crudele e pia
13. Se chiudete nel core
14. Sparge la morte al mio Signor nel viso
15. Talor sano desio

Livro V (Madrigali libro quinto), cinco vozes, Gesualdo, 1611
1. Asciugate i begli occhi
2. Correte, amanti, a prova
3. Deh, coprite il bel seno (Ridolfo Arlotti)
4. Dolcissima mia vita
5. Felicissimo sonno
6. Gioite voi col canto
7. Itene, o miei sospiri
8. Languisce al fin chi da la vita parte
9. Mercè grido piangendo
10. Occhi del mio cor vita (Guarini)
11. O dolorosa gioia
12. O tenebroso giorno
13. O voi, troppo felici
14. Poichè l'avida sete
15. Qual fora, donna, undolce 'Ohimè'
16. Se tu fuggi, io non resto
17. Se vi duol il mio duolo
18. S'io non miro non moro
19. T'amo mia vita, la mia cara vita (Guarini)
20. Tu m'uccidi, oh crudele

Livro VI (Madrigali libro sesto), cinco vozes, Gesualdo, 1611
1. Alme d'Amor Rubelle
2. Al mio gioir il ciel si fa sereno
3. Ancide sol la morte
4. Ancor che per amarti
5. Ardita Zanzaretta
6. Ardo per te, mio bene
7. Beltà, poi che t'assenti
8. Candido e verde fiore
9. Chiaro risplender suole
10. Deh, come invan sospiro
11. Già piansi nel dolore
12. Io parto, e non più dissi
13. Io pur respiro in cosí gran dolore
14. Mille volte il dí moro
15. Moro, lasso, al mio duolo
16. O dolce mio tesoro
17. Quando ridente e bella
18. Quel 'no' crudel che la mia speme ancise
19. Resta di darmi noia
20. Se la mia morte brami
21. Volan quasi farfalle
22. Tu piangi, o Filli mia
23. Tu segui, o bella Clori

## Gravações
- Gesualdo, Tenebrae. The Hilliard Ensemble: ECM New Series. ECM 1422/23 843 867-2
- Gesualdo: Madrigaux. Les Arts Florissants: Harmonia Mundi France CD 901268 (seleção dos livros de madrigais 4 - 6)
- Gesualdo, Complete Sacred Music for Five Voices. Oxford Camerata, Jeremy Summerly: Naxos 8.550742
- Gesualdo, Madrigali, Libro I. Quinteto Kassiopeia: GLO5221
- Gesualdo, Madrigali, Libro II. Quinteto Kassiopeia: GLO5222
- Gesualdo, Madrigali, Libro III. Quinteto Kassiopeia: GLO5223
- Gesualdo, Madrigali, Libro IV. Quinteto Kassiopeia: GLO5224
- Gesualdo, Madrigali, Libro V. Quinteto Kassiopeia: GLO5225
- Gesualdo, Madrigali, Libro VI. Quinteto Kassiopeia: GLO5226
- Gesualdo, Tenebrae Responsories for Maundy Thursday. The King's Singers: SIGCD048.